# Eusebi de Puig i de Conill
Eusebi de Puig i de Conill (Figueres, 1 d'octubre de 1890 - París, 29 de juny de 1927) fou un pintor català.
Eusebi va néixer en el si d'una família de terratinents. Era fill d'Eusebi de Puig i de Rich i de Concepció de Conill i Meranges. De ben jove es traslladà a Barcelona per estudiar a la Llotja, on va tenir de mestre Fèlix Mestres i Borrell. Més endavant feu estades a Roma, París i Florència per estudiar els clàssics de la pintura i estar en contacte amb els artistes del moment. Com que no tenia problemes econòmics, no va tenir necessitat de vendre obra, de manera que quedà repartida entre amics i parents. Tampoc no li va caldre exposar; l'única exposició que se li coneix fou a les Galeries Laietanes de Barcelona l'any 1923. El 1927 va morir a París, però les seves restes es van dur al Cementiri de Figueres l'any 1933.